# Eddie Gill
Pour les articles homonymes, voir Gill.
Eddie Gill, né le 16 août 1978 à Aurora (Colorado), est un joueur de basket-ball américain.

## Biographie
À sa sortie de Weber State University, il n'est pas drafté et commence sa carrière professionnelle aux Kansas City Knights en ABA en 2000, puis il rejoint la IBL et l'équipe des Las Vegas Silver Bandits et termine sa première saison pro en Italie au Bologne. Il évoluera dans de nombreuses équipes NBA (Memphis Grizzlies, Portland Trail Blazers, Indiana Pacers, Seattle SuperSonics) et européennes (en Italie, Grèce, Russie) par la suite, ainsi qu'en NBA Development League, notamment aux Colorado 14ers avec qui il est champion en 2009 et nommé Impact Player. Lors de cette même saison, il signe deux contrats de 10 jours avec les Milwaukee Bucks.
En 2009-2010 il rejoint Base Oostende (Belgique) en cours de saison.